# Mutter Armenien (Gjumri)

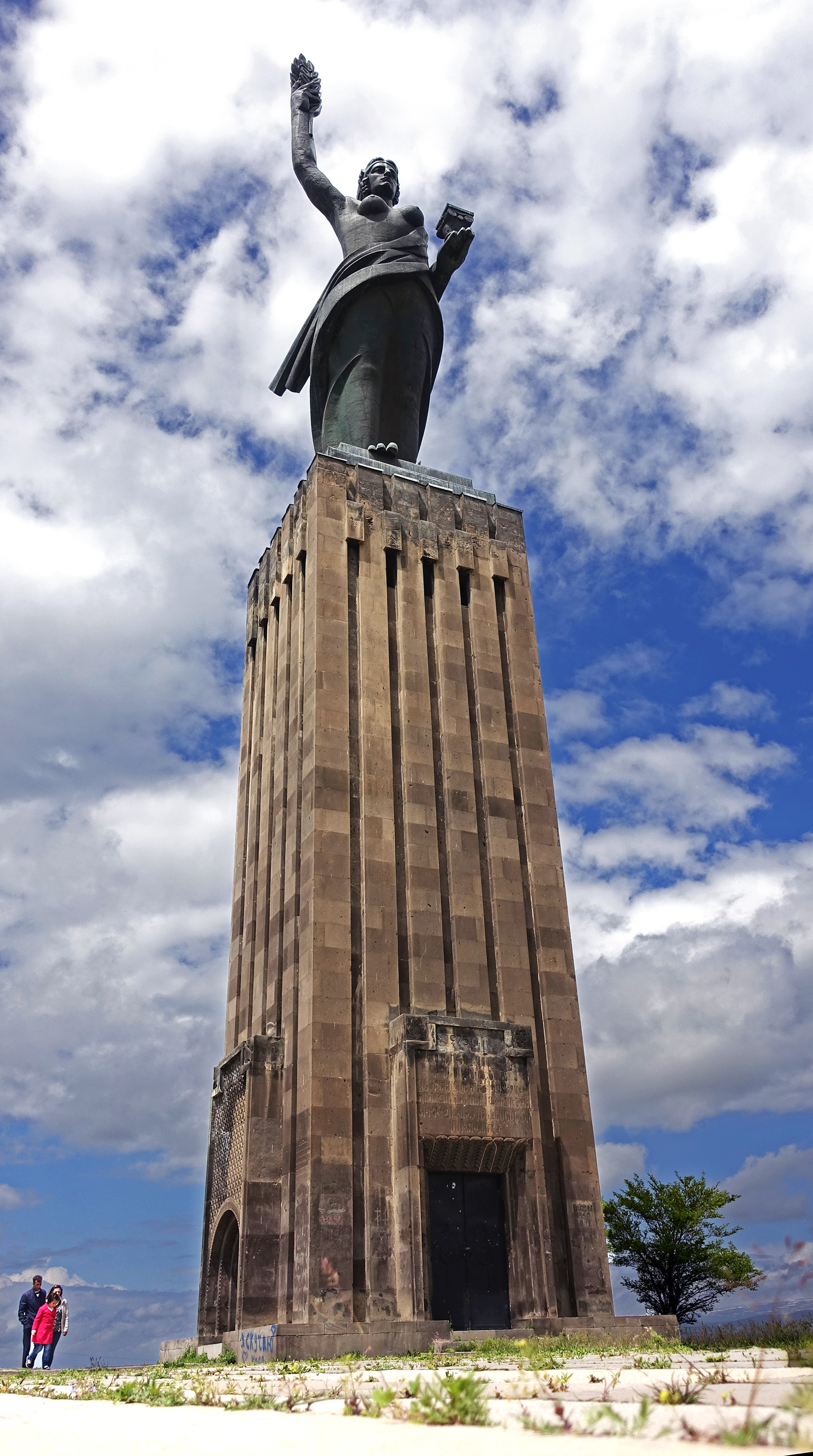
Das Denkmal Mutter Armenien in Gjumri

Mutter Armenien (armenisch Մայր Հայաստան Majr Hajastan, russisch Мать-Армения) ist ein Denkmal in der armenischen Stadt Gjumri. Es ähnelt dem gleichnamigen Denkmal in Jerewan und wurde im Jahre 1975 auf einem Berg im Westen Gjumris errichtet.